# Guriezo
Guriezo ist eine Gemeinde in der spanischen Autonomen Region Kantabrien. Sie ist eine Gemeinde im östlichen Teil Kantabriens, im niedrigen Tal des Flusses Agüera (der sie von Süden nach Norden durchquert).

## Geschichte
Megalithische Funde aus der Umgebung von Guriezo belegen, dass die Gegend bereits in prähistorischer Zeit ab 4000 v. Chr. bewohnt war. Speerspitzen aus der Bronzezeit wurden in Höhlen in der ganzen Gegend gefunden, insbesondere in der Höhle von la Cervajera.
Während des Mittelalters waren die prominentesten Dynastien in der Gegend die Familien Villota und Entrambasaguas, die um die Kontrolle von administrativen und politischen Positionen kämpften. Der Konflikt zwischen diesen beiden Familien geht auf das 15. Jahrhundert zurück, als sie sich um das Eigentum an den örtlichen Gießereien stritten. In der zweiten Hälfte des 18. Jahrhunderts brachten sie ihre Unstimmigkeiten bis vor die königliche Kanzlei von Valladolid. Guriezo war im späten Mittelalter recht aktiv im Eisenhandel mit den Gießereien von Biskaya.

## Orte
- Adino
- Agüera
- Angostina
- Balbacienta
- Cabaña La Sierra
- Carazón
- La Corra
- Francos
- Landeral
- Lendagua
- Llaguno
- El Llano
- Lugarejos
- La Magdalena
- Nocina
- Pomar
- El Puente (Hauptstadt)
- Ranero
- Revilla
- Rioseco
- Santa Cruz
- Torquiendo
- Trebuesto
- Tresagua

## Bevölkerungsentwicklung
| 1842 | 1900 | 1950 | 1981 | 1991 | 2001 | 2011 |
| ---- | ---- | ---- | ---- | ---- | ---- | ---- |
| 1680 | 2361 | 2334 | 1960 | 1775 | 1765 | 2406 |